# 红河有轨电车
红河有轨电车是中国云南省红河哈尼族彝族自治州蒙自市、弥勒市、个旧市规划建设的有轨电车系统。
红河有轨电车的首条示范段位于红河州首府蒙自市，于2015年开工，2020年10月1日开始试运营，2024年7月25日起暂停运营；另有连接红河蒙自机场的支线正在建设中。而弥勒市规划的一期线路于2017年开工。2024年7月25日，因检修原因暂停运营。

## 蒙自示范段

### 线路概况

红河有轨电车内部

红河蒙自有轨电车示范线（M1线）连接蒙自北站和蒙自客运站，线路长13.4千米，设置15座车站。线路使用中车浦镇子公司苏州中车轨道交通车辆生产的3编组有轨电车，最高时速可达70公里。
线路的业主为红河州现代有轨电车有限公司，其由红河州轨道交通开发投资有限责任公司代表红河州人民政府持股49%，云南建投集团持股51%，总投资66.19亿元。公司自主运营本线路。

### 车站

综合保税区站

红河有轨电车现行线路站牌

| 车站名称   | 车站形式   | 哈尼文               |
| ---------- | ---------- | -------------------- |
| 蒙自北站   | 地面岛式   | Maoqziif beiqzaf     |
| 红河综保区 | 地面岛式   | Haoqhoq zaolbaolqil  |
| 江水地新村 | 地面岛式   |                      |
| 雨过铺     | 地面岛式   | Yyugofpuf            |
| 机场路     | 地面岛式   | Jilca luf            |
| 龙头寨     | 地面岛式   | Laoqteqzeif          |
| 尼苏小镇   | 地面岛式   | Niqsul xaoqzeif      |
| 回归路     | 地面岛式   |                      |
| 四普营     | 地面岛式   |                      |
| 十里铺     | 地面岛式   | Siqliqpuf            |
| 长桥左岸   | 地面分离式 |                      |
| 市行政中心 | 地面岛式   | Siif siqzeif zaolxil |
| 文澜公园   | 地面分离式 | Weiqlaq gaolyeiq     |
| 振兴路     | 地面分离式 | Zenfxinl luf         |
| 汽车客运站 | 地面分离式 | Qifceil keiqyifzaf   |

## 弥勒首期
弥勒有轨电车一期连接弥勒寺和弥勒站，全长18.848km，共设19个站点。线路使用中车株洲子公司中车昆明生产的储能式有轨电车。
弥勒有轨电车一期采PPP模式运营，项目单位为弥勒市城市轨道交通有限公司，其由广东水电二局、弥勒市城市建设投资开发和广州地铁交通发展组建。

## 历史

### 规划
2013年下半年，红河州委、州政府提出了开展滇南中心城市群轨道交通规划研究的要求，并委托中铁二院开展规划编制工作。2015年8月，红河州委外宣官方博客发布了红河有轨电车规划。
2015年6月，云南建工集团有限公司中标了红河滇南有轨电车的ppp项目。同月，红河有轨电车进行了机车采购招标。
2015年7月8日至10日，苏州高新有轨电车咨询有限公司对红河有轨电车进行了工程可行性研究评审

### 建设
2015年8月6日，蒙自市有轨电车开工建设。2016年1月，滇南中心城市群现代有轨电车已于社会资本完成签约。2016年4月15日，试验段通车。
2020年11月26日，M1线机场支线举行开工仪式，计划设置“长冲寨西站”“长冲寨北站”“机场高铁站”3处车站，这三座车站所在线位与个旧金湖至红河综合交通枢纽轨道交通重合。

### 调试运营
2016年4月到7月，浦镇验证车在蒙自市进行了技术验证。2017年9月12日下午，抵达蒙自的0101、0102号有轨电车开始进场调试。2018年蒙自有轨电车进入按运行时刻表联调联试。后在2019年因资金紧张暂停调试工作。
2020年9月21日，红河有轨电车重新上线测试，完成了大部分试运营前的准备工作。
2020年10月1日，红河有轨电车开始免费试运营。同月30日，正式开始收费。
2022年3月31日，示范线正式通过竣工验收。2023年1月，示范线转为正式运营。
2024年7月25日，红河有轨电车公司以对车辆及设备检测维修为由，暂停线路运营服务。截至2024年8月，检修仍在进行，尚不知何时恢复运营。

## 事件

### 建设运营困境
弥勒市城市轨道交通于2017年4月举行开工仪式。同年11月18日，一期工程首段红河水乡站建成通车，但之后鲜有进展，此后有消息指弥勒有轨电车已停工。
2019年，红河州交通局在人民网上对网友提问的“蒙自有轨电车目前无法投入运营”作出回复称，由于受政府财政承受能力的影响，金融部门停止对项目融资贷款，致后续工程收尾工作无法启动，同时也无法进行安全评估和运营评审，红河州现代有轨电车有限公司正在积极向州政府、集团报告协调融资相关事宜，推进缺口资金的筹措，按照示范工程建设、验收的相关程序报请有关部门先组织对示范工程进行验收和评审。一旦完成，即刻运营，以满足市民出行需求。
2023年8月，网络流传《红河州现代有轨电车有限公司暂停运营公告》，称因“收支严重不平衡，公司资金极度困难”，拟定于8月10日暂停红河州现代有轨电车全线运营，后被运营方辟谣为假消息。不过线路开通以来，客运量及客运强度均居全国各轨道交通系统末位，有媒体推算出在不考虑财政补贴等收入下，项目一年资金缺口高达8,300万元人民币。由于当地财政状况欠佳，相关问题引发公众对该线前景的关注。
2024年7月25日起，红河州现代有轨电车暂停运营服务，且并未给出明确恢复时间。

### 事故
2020年12月10日，一辆正常按交通信号灯通过路口的有轨电车被私家车撞击，影响电车正常运行43分钟。当时雨过铺站客流很大，故红河电车公司让电车在雨过铺进行折返，保证大部分乘客的正常出行。

## 线网规划
在2015年发布的红河有轨电车远期规划中，蒙自共7条线路，个旧共3条，开远共3条，建水共3条，弥勒共2条。